# Euthanasia (альбом Cashis)
Euthanasia — перша сольна компіляція американського репера Cashis, видана на лейблі Bogish Brand Entertainment 24 червня 2014 р. 11 грудня 2015 випущено сиквел Euthanasia 2.

## Історія виходу
У липні 2009 Chronic Vacation опублікували ранню ексклюзивну рецензію на Euthanasia. Цифрову платівку з джі-фанковим і похмурим звучанням Західного узбережжя мусіли видати за місяць на Bogish Brand та Amalgam Digital перед імовірним дебютом на Shady Records The Art of Dying. Згадані продюсери: DJ Khalil, Rikanatti, Dae One, Komplex; треки: «Layin in a Casket», «Take U Home». Статус платівки змінювався кілька разів.
Виконавець хотів випустити Euthanasia як студійний альбом 11 вересня 2012. Пізніше він заявив, що реліз готовий на 65%. Замість цього 30 жовтня на RBC Records видали The Art of Dying.
В інтерв'ю HipHopDX репер анонсував реліз Euthanasia у травні 2013 р. Зрештою Cashis розпочав промо The County Hound 2, повноформатного сиквелу The County Hound EP, що спершу мав стати міні-альбомом.
15 квітня 2014 Rikanatti твітнув про готовість 8 пісень для студійного альбому I'm Getten Mine (виданий 2015 року як містейп), після котрого планували видати Euthanasia. У травні Rikanatti оприлюднив дати виходу платівок (1 липня — Euthanasia, 28 жовтня 2014 — I'm Getten Mine) та обкладинку першого. За Rikanatti, Euthanasia поєднує новий і старий стиль репера. 19 червня Rikanatti анонсував реліз Euthanasia 24 червня. В аутро OG & Green Tea (2014) Cashis підтвердив, що реліз є збіркою найкращих хітів.

## Промоція
29 червня 2009 випустили мікстейп Bogish Boy Vol. 5 — Euthanasia. 31 травня 2011 міг вийти Euthanasia EP. Однак цього не сталося.
Треклист невиданого міні-альбому
1. «The Life» (з участю K-Young)
2. «Trunk Knock»
3. «Crazy World (I Get High)» (з участю Juan Rios)
4. «California»
5. «60 Bars»
6. «Shine»
7. «Twilight» (продюсер: Boy з S.H.P.)

13 травня 2014 відбулась прем'єра кліпу «Bird Call», 28 травня — студійного відео «100 Proof», знятого в будівлі Universal Music Publishing. 3 червня видали окремок «Choppin Paper» з участю The Game. Куплети обох реперів узято з «In the Name of Love (Do It All)», пісні з The Art of Dying.
12 червня — кліп «Welcome 2 My Party (Gangsta Party)». Камео: Kurupt, Young Gotti, Roscoe, Rikanatti. У відео Cashis показує футболку з написом Brown Monster Music Group, інді-лейблу з Південної Каліфорнії. Кліп присвячено Poccets (1984–2014).

## Список пісень
«Whippin» (як «Water Whippin'»), «Stackin» (як «On the Boss»), «Come Get Me» (як «1, 2, 3») увійшли до The Art of Dying (2012); оригінал «Mind on Money (Gmix)» — до The County Hound 2 (2013); «Back in the Day» (як «I'm Not Lyen») — до The Vault (2011); «Why Not», «Clear the Area» — до спільного з Demrick мікстейпу Homeland Security (2008). «The Realest» оприлюднили у 2014 під назвою «Itz Murdah Freestyle».
| #   | Назва                                                               | Продюсер(и)                         | Тривалість |
| --- | ------------------------------------------------------------------- | ----------------------------------- | ---------- |
| 1.  | «Euthanasia Intro»                                                  |                                     | 0:49       |
| 2.  | «I'ma Ride» (з участю Problem)                                      | Rikanatti                           | 3:45       |
| 3.  | «Gangsta Party»                                                     | Cin-a-matik                         | 4:10       |
| 4.  | «Choppin Paper» (з участю The Game)                                 | Rikanatti                           | 3:13       |
| 5.  | «Bird Call»                                                         | Swamp Crew Beats, Kera Beatz        | 3:38       |
| 6.  | «Mind on Money (Gmix)» (з участю Obie Trice, Kuniva та Dirty Mouth) | Rikanatti, Cin-a-matik              | 5:58       |
| 7.  | «Whippin»                                                           | Cin-a-Matik                         | 3:46       |
| 8.  | «B'z & J'z»                                                         | Cin-a-matik                         | 3:34       |
| 9.  | «100 Proof» (з участю Roccett)                                      | Rikanatti, The Punisher, Yoroglyphe | 3:21       |
| 10. | «Why Not» (з участю Kurupt, Freeway та Demrick)                     | Rikanatti                           | 5:11       |
| 11. | «Clear the Area» (з участю Crooked I, Royce da 5'9" та Demrick)     | Rikanatti                           | 5:41       |
| 12. | «Stackin» (з участю Mitchy Slick)                                   | Rikanatti; Sk8 Beats (дод. прод.)   | 5:21       |
| 13. | «Back in the Day»                                                   | Rikanatti                           | 3:52       |
| 14. | «Come Get Me» (з участю Royce da 5'9")                              | Rikanatti; Juan Rios (дод. прод.)   | 4:06       |
| 15. | «The Realest»                                                       | Cin-a-matik                         | 2:57       |